# Sińkasy (rejon szumierliński)
Sińkasy (ros. Синькасы) – wieś (dieriewnia) w Rosji, w Czuwaszji, w rejonie szumierlińskim. W 2021 liczyła 84 mieszkańców.